# (4575) Broman
(4575) Broman – planetoida z grupy pasa głównego asteroid okrążająca Słońce w ciągu 5 lat i 73 dni w średniej odległości 3 j.a. Została odkryta 26 czerwca 1987 roku w Obserwatorium Palomar przez Eleanor Helin. Nazwa planetoidy pochodzi od Briana Romana, amerykańskiego astronoma. Przed nadaniem nazwy planetoida nosiła oznaczenie tymczasowe (4575) 1987 ME1.